# 水前寺清子情報館
『水前寺清子情報館』（すいぜんじきよこじょうほうかん）は、2017年4月29日から2018年9月29日までBSフジで放送されていた情報番組。
この項目では、2016年4月30日から2017年3月25日まで放送されていた前身番組『DO YOU?サタデー』（ドウ ユ－ サタデー）についても記載する。

## 概要
一週間のニュースや話題を扱う情報番組。全国各地のイオンモールからの生中継も行われる。
V7スタジオでのセットは、フジテレビ地上波で放送中の『バイキング』のものを利用した。

## 出演者

### DO YOU?サタデー
MC
- 水前寺清子

コメンテーター
- 長州力

進行
- 黒田治

コーナー進行
- 井上聡（次長課長）

中継レポーター
- 流れ星（準レギュラー）
- 河本準一（次長課長）、「住みます芸人」（あなたの街に住みますプロジェクト）

### 水前寺清子情報館
MC
- 水前寺清子

コメンテーター
- ピーター

コーナーMC
- くわばたりえ

進行
- 中田有紀

## スタッフ
- 企画・編成：宗像孝（情報館から参加）、谷口大二
- 構成：山内正之、林田晋一、鈴木悟史
- TP：柏村信輔
- 美術プロデューサー：木村文洋
- セールス調整：菅野達也
- 広報：川植浩治、大野左紀穂
- 監修：大林宏、上野邦治
- AP：村上ゆかり
- ディレクター：江連頼久、清水優(悠)貴、石井護、藤原健太、酒井謙之、井上佳央璃、沖津一洋、柴田真
- プロデューサー：小沢英治
- 演出：丸林徳昭
- 協力：fmt、フジアール、デジデリック、マルチバックス ほか
- 制作協力：ディ・コンプレックス、Ao.inc.、全力COMPANY
- 制作著作：BSフジ

### 過去のスタッフ
- TP：斉藤伸介
- メディア企画：小杉雅博
- 中継P：樋口将規、坂川綾那、加茂忠夫
- 中継D：山本カンスケ
- FD：小川剛、岩波純
- AP：田澤春菜、玉置孝典、渡邊幸子
- ディレクター：木村智彦
- 協力：よしもとクリエイティブ・エージェンシー、office KLEIN